# Rio Open 2014
Rio Open 2014 byl společný tenisový turnaj mužského okruhu ATP World Tour a ženského okruhu WTA Tour hraný v areálu Jockey Club Brasileiro v Riu de Janeiru v Brazílii. Jednalo se o první ročník tohoto turnaje.
Mužská část se řadila do kategorie ATP World Tour 500 a její celková dotace činila 1 454 365 amerických dolarů. Ženská polovina s dotací čtvrt milionu se řadila do kategorie WTA International.
Mezi největší lákadla ročníku patřila například účast světové jedničky Španěla Rafaela Nadala nebo jeho krajana Davida Ferrera.

## Distribuce bodů a finančních odměn

### Distribuce bodů
| Soutěž       | Vítězové | F   | SF  | ČF | 16 v kole | 32 v kole | Q  | Q2 | Q1 |
| ------------ | -------- | --- | --- | -- | --------- | --------- | -- | -- | -- |
| dvouhra mužů | 500      | 300 | 180 | 90 | 45        | 0         | 20 | 10 | 0  |
| čtyřhra mužů | 500      | 300 | 180 | 90 | 0         |           |    |    |    |
| dvouhra žen  | 280      | 180 | 110 | 60 | 30        | 1         | 18 | 12 | 1  |
| čtyřhra žen  | 280      | 180 | 110 | 60 | 1         |           |    |    |    |

### Finanční odměny
| Soutěž         | Vítězové  | F         | SF       | ČF       | 16 v kole | 32 v kole | Q   | Q2      | Q1    |
| -------------- | --------- | --------- | -------- | -------- | --------- | --------- | --- | ------- | ----- |
| dvouhra mužů   | 316 400 $ | 142 650 $ | 67 570 $ | 32 605 $ | 16 625 $  | 9 150 $   | 0 $ | 1 030 $ | 570 $ |
| čtyřhra mužů * | 316 400 $ | 142 650 $ | 19 890 $ | 9 610 $  | 4 920 $   |           |     |         |       |
| dvouhra žen    | 43 000 $  | 21 400 $  | 11 500 $ | 6 175 $  | 3 400 $   | 2 100 $   | 0 $ | 1 020 $ | 600 $ |
| čtyřhra žen *  | 12 300 $  | 6 400 $   | 3 435 $  | 1 820 $  | 960 $     |           |     |         |       |

* na pár

## Dvouhra mužů

### Nasazení
| Stát      | Hráč              | ATP1 | Nasazení |
| --------- | ----------------- | ---- | -------- |
| Španělsko | Rafael Nadal      | 1.   | 1.       |
| Španělsko | David Ferrer      | 5.   | 2.       |
| Itálie    | Fabio Fognini     | 14.  | 3.       |
| Španělsko | Tommy Robredo     | 17.  | 4.       |
| Španělsko | Nicolás Almagro   | 18.  | 5.       |
| Španělsko | Marcel Granollers | 32.  | 6.       |
| Argentina | Juan Mónaco       | 42.  | 7.       |
| Španělsko | Pablo Andújar     | 43.  | 8.       |

- 1 Žebříček ATP k 10. únoru 2014

### Jiné formy účasti
Následující hráči obdrželi divokou kartu do hlavní soutěže:
- Thomaz Bellucci
- Guilherme Clezar
- João Souza

Následující hráči postoupili z kvalifikace:
- Facundo Bagnis
- Aljaž Bedene
- Martin Kližan
- Dušan Lajović

### Odhlášení
před zahájením turnaje
- Carlos Berlocq

během turnaje
- Martin Kližan

### Skrečování
- Filippo Volandri

## Mužská čtyřhra

### Nasazení
| Stát      | Hráč              | Stát               | Hráč           | ATP1 | Nasazení |
| --------- | ----------------- | ------------------ | -------------- | ---- | -------- |
| Rakousko  | Alexander Peya    | Brazílie           | Bruno Soares   | 6.   | 1.       |
| Španělsko | David Marrero     | Brazílie           | Marcelo Melo   | 13.  | 2.       |
| Španělsko | Marcel Granollers | Španělsko          | Marc López     | 49.  | 3.       |
| Filipíny  | Treat Conrad Huey | Spojené království | Dominic Inglot | 49.  | 4.       |

- 1 Žebříček ATP k 10. únoru 2014; číslo je součtem žebříčkového postavení obou členů páru.

### Jiné formy účasti
Následující páry obdržely divokou kartu do hlavní soutěže:
- Marcelo Demoliner /  João Souza
- Juan Mónaco /  André Sá

Následující pár postoupil z kvalifikace:
- Federico Delbonis /  Leonardo Mayer

## Ženská dvouhra

### Nasazení
| Stát      | Hráčka                       | WTA1 | Nasazení |
| --------- | ---------------------------- | ---- | -------- |
| Česko     | Klára Zakopalová             | 34.  | 1.       |
| Itálie    | Francesca Schiavoneová       | 43.  | 2.       |
| Argentina | Paula Ormaecheaová           | 59.  | 3.       |
| Rumunsko  | Alexandra Cadanțuová         | 60.  | 4.       |
| Japonsko  | Kurumi Narová                | 64.  | 5.       |
| Španělsko | María Teresa Torrová Florová | 65.  | 6.       |
| Česko     | Barbora Záhlavová-Strýcová   | 68.  | 7.       |
| USA       | Vania Kingová                | 69.  | 8.       |

- 1 Žebříček WTA k 10. únoru 2014

### Jiné formy účasti
Následující hráčky obdržely divokou kartu do hlavní soutěže:
- Paula Cristina Gonçalvesová
- Beatriz Haddadová Maiaová
- Laura Pigossiová

Následující hráčky postoupily z kvalifikace:
- Irina-Camelia Beguová
- Nastassja Burnettová
- Verónica Cepedeová Roygová
- Nicole Gibbsová
- Danka Kovinićová
- Alison Vanová Uytvancková

### Odhlášení
před zahájením turnaje
- Virginie Razzanová

### Skrečování
- Lourdes Domínguezová Linová

## Ženská čtyřhra

### Nasazení
| Stát       | Hráčka                     | Stát      | Hráčka             | WTA1 | Nasazení |
| ---------- | -------------------------- | --------- | ------------------ | ---- | -------- |
| Česko      | Barbora Záhlavová-Strýcová | Česko     | Klára Zakopalová   | 77.  | 1.       |
| Chorvatsko | Darija Juraková            | Slovinsko | Andreja Klepačová  | 124. | 2.       |
| Maďarsko   | Tímea Babosová             | Austrálie | Jarmila Gajdošová  | 135. | 3.       |
| Ukrajina   | Iryna Burjačoková          | Polsko    | Katarzyna Piterová | 148. | 4.       |

- 1 Žebříček WTA k 10. únoru 2014; číslo je součtem žebříčkového postavení obou členek páru.

### Jiné formy účasti
Následující páry obdržely divokou kartu:
- Maria Fernanda Alvesová /  Beatriz Haddadová Maiaová
- Paula Cristina Gonçalvesová /  Laura Pigossiová

### Skrečování
- Lourdes Domínguezová Linová

## Přehled finále

### Mužská dvouhra
- Rafael Nadal vs.  Alexandr Dolgopolov, 6–3, 7–6(7–3)

### Ženská dvouhra
- Kurumi Narová vs.  Klára Zakopalová, 6–1, 4–6, 6–1

### Mužská čtyřhra
- Juan Sebastián Cabal /  Robert Farah Maksúd vs.  David Marrero /  Marcelo Melo, 6–4, 6–2

### Ženská čtyřhra
- Irina-Camelia Beguová /  María Irigoyenová vs.  Johanna Larssonová /  Chanelle Scheepersová, 6–2, 6–0